# Tesche (Quartier)
Das Wuppertaler Wohnquartier Tesche ist eines von neun Quartieren des Stadtbezirks Vohwinkel. 

## Geographie
Das 1,34 Quadratkilometer große Wohnquartier wird im Westen von der Bahnstrecke Wuppertal-Vohwinkel–Essen-Überruhr, im Norden von der Straße Grünewald, im Süden von der Bahnstrecke Düsseldorf–Elberfeld und im Osten von einer Verbindungskurve zwischen der Wuppertaler Nordbahn und der Bahnstrecke Düsseldorf–Elberfeld begrenzt. Die Wuppertaler Nordbahn unterquert das Wohnquartier in Ost-West-Richtung im Tesch-Tunnel, die Bundesstraße 224 durchquert das Wohnquartier in Nord-Süd-Richtung.
Das Wohnquartier weist im Süden und Osten als Teil der zentrumsnahen Vohwinkeler Wohngebiete eine geschlossene Bebauung auf. Im Norden und Nordwesten wird das Quartier agrarisch genutzt oder von einer großflächigen Kleingartenanlage eingenommen. Dort befindet sich auch der etwas abseits gelegene Ortsteil Ladebühne. Im Südwesten befindet sich an der Grenze zu dem Wohnquartier Vohwinkel-Mitte der Bahnhof Wuppertal-Vohwinkel.